# Joseph Millard
Pour les articles homonymes, voir Millard.
Joseph John Millard, né le 1er janvier 1908 à Canby dans le Minnesota et mort le 18 février 1989, est un écrivain américain, auteur de nombreuses novélisations.

## Biographie
Après des études à Saint Paul, il travaille dans la publicité à Minneapolis, puis à Chicago.
À partir de 1936, il se consacre à l'écriture. Auteur prolifique, il publie de nombreuses nouvelles dans divers genres : science-fiction, western, policier, roman de guerre dans les pulps Thrilling Mystery, G-Man Detective, Exciting Detective, Detective Novels Magazine, Popular Detective, RAF Aces, Exciting Western, Popular Sports, Sky Fighters, Fantastic Adventures, Amazing Stories, Thrilling Wonder Stories, Startling Stories, Argosy.
Il publie en 1974 son premier roman, Mansion of Evil. The Gods Hate Kansas, publié initialement dans Startling Stories, puis en roman en 1964, est adapté par Freddie Francis en 1967 sous le titre They Came from Beyond Space.
À partir de 1967, sous le nom de Joe Millard, il signe de nombreuses novélisations.

## Œuvre

### Romans signés Joseph Millard
- Mansion of Evil, 1959
- The Wickedest Man, 1960
- The Gods Hate Kansas, 1964

### Ouvrages non fictionnels signés Joseph Millard
- Edgar Cayce : Mystery Man of Miracles, 1956
  - Edgar Cayce : l'homme du mystère, J'ai lu L'aventure mystérieuse no 232, 1970, réédition J'ai lu no 2802, 1990
- Neville Spearman, 1961
- No Law But Their Own, 1963
- The Cheyenne Wars, 1964
- Cut-Hand, The Mountain Man, 1964
- The Incredible William Bowles, 1965

### Romans signés Joe Millard
- The Last Rebel, 1970
- A Coffin Full of Dollars, 1971
- The Devil's Dollar Sign, 1972
- Blood for a Dirty Dollar, 1973
- The Million-Dollar Bloodhunt, 1973
- The Hunted, 1974

### Novélisations signées Joe Millard
- For a Few Dollars More, 1967 (novélisation du film Et pour quelques dollars de plus)
  - Et pour quelques dollars de plus, Série noire no 1228, 1968
- The Good, the Bad and the Ugly, 1967 (novélisation du film Le Bon, la Brute et le Truand)
  - Le Bon, la Brute et le Truand, Série noire no 1254, 1969
- The Good Guys and the Bad Guys, 1970 (novélisation du film Un homme fait la loi)
- Macho Callahan, 1970 (novélisation de Macho Callahan)
- The Hunting Party, 1971 (novélisation du film Les Charognards)
  - Les Charognards, Série noire no 1539, 1972
- Chato's Land, 1972 (novélisation du film Les Collines de la terreur )
- Cahill U.S. Marshall, 1973 (novélisation du film Les Cordes de la potence)
- Thunderbolt and Lightfoot, 1974 (novélisation du film Le Canardeur)
  - La Foire aux larrons, Série noire no 1710, 1976

### Nouvelles

#### Signées Joseph Millard
- Valley of the Storm King (1941)
- Death Can Be Tricked (1941)
- Wings for the Dead (1941)
- The Hobby Murders (1942)
- Clouds Are to Hide In (1942)
- Cowboy Doctor (1942)
- Guns for Revenge (1942)
- Kidnaped Evidence (1942)
- No Bloody Hero (1942)
- Clouds Are to Hide In (1942)
- Slip-Stream Sabotage (1942)
- Copper’s Holiday (1942)
- Two Wings and a Prayer (1942)
- The Dangerous Type (1949)
- Owlhoot Justice (1950)
- The Cruel Ones (1959)

#### Signée Aaron Peabody
- Sex Queen of the Civil War (1960)

## Filmographie

### Adaptation
- 1967 : They Came from Beyond Space, adaptation de The Gods Hate Kansas réalisée par Freddie Francis, avec Robert Hutton.

## Sources
- Claude Mesplède, Les Années Série noire vol.3 (1966-1972) Encrage « Travaux » no 22, 1994
- Claude Mesplède, Les Années Série noire vol.4 (1972-1982) Encrage « Travaux » no 25, 1995
- Claude Mesplède et Jean-Jacques Schleret, SN Voyage au bout de la Noire, Futuropolis, 1982